# Cuacualaxtla
Cuacualaxtla är en ort i Mexiko.   Den ligger i kommunen Tlatlauquitepec och delstaten Puebla, i den sydöstra delen av landet, 180 km öster om huvudstaden Mexico City. Cuacualaxtla ligger 1 123 meter över havet och antalet invånare är 289.
Terrängen runt Cuacualaxtla är kuperad söderut, men norrut är den bergig. Runt Cuacualaxtla är det ganska tätbefolkat, med 199 invånare per kvadratkilometer. Närmaste större samhälle är Teziutlan, 17,0 km sydost om Cuacualaxtla. I omgivningarna runt Cuacualaxtla växer huvudsakligen savannskog.